# 家永教科書裁判
家永教科書裁判（いえながきょうかしょさいばん）は、高等学校日本史教科書『新日本史』（三省堂）の執筆者である家永三郎が、教科用図書検定（教科書検定）に関して、日本国政府を相手に起こした一連の裁判。1965年提訴の第一次訴訟、1967年提訴の第二次訴訟、1984年提訴の第三次訴訟がある。1997年、第三次訴訟の最高裁判所判決をもって終結。初提訴より終結まで計32年を要した為、「最も長い民事訴訟」としてギネス世界記録に認定された（その後、アメリカ合衆国で行われた別の裁判により記録が更新された）。

## 訴訟内容
訴訟における最大の争点が「教科書検定は日本国憲法違反である」とする旨の家永側の主張であったが、最高裁は「一般図書としての発行を何ら妨げるものではなく、発表禁止目的や発表前の審査などの特質がないから、検閲にあたらない」とし、教科書検定制度は合憲とした上で、原告の主張の大半を退け、家永側の実質的敗訴が確定した。一方、検定内容の適否については、一部家永側の主張が認められ、国側の裁量権の逸脱があったことが認定された。

### 第一次訴訟
家永らが執筆した『新日本史』が1962年の教科書検定で戦争を暗く表現しすぎている等の理由により不合格とされ（修正を加えた後、1963年の検定では条件付合格となった）、1962年度・1963年度の検定における文部大臣の措置により精神的損害を被ったとして提起した国家賠償請求訴訟。
- 第一審〈事件記録符号：昭和40年（ワ）第4949号〉
  - 1965年6月12日提訴[3]、1974年7月16日判決、東京地裁
  - 判決（高津判決）は、国家の教育権論を展開して憲法26条違反の主張を否定、また教科書検定は表現の自由に対する公共の福祉による制限であり受忍すべきものとして憲法21条が禁じる検閲に当たらないとした。一方で検定意見の一部に裁量権濫用があるとして国側に10万円の賠償を命令し、家永の請求を一部認容した。
- 第二審〈昭和49年（ネ）第1773号・昭和50年（ネ）第1143号〉
  - 1974年7月26日原告控訴、1986年3月19日判決、東京高裁
  - 判決（鈴木判決）は、国の主張を全面的に採用し、また裁量権濫用もないとして請求を全て棄却。家永の全面敗訴となった。
- 上告審〈昭和61年（オ）第1428号〉
  - 1986年3月20日原告上告、1993年3月16日判決、最高裁第三小法廷
  - 判決（可部恒雄裁判長）は、第二審判決をほぼ踏襲し、上告を棄却。家永の全面敗訴となった。

### 第二次訴訟
1966年の検定における『新日本史』の不合格処分取消を求める行政訴訟。
- 第一審〈昭和42年（行ウ）第85号〉
  - 1967年6月23日提訴、1970年7月17日判決、東京地裁
  - 判決（杉本判決）は、国民の教育権論を展開して、（教科書検定制度自体は「違憲とまでは言えない」としつつも）教科書の記述内容の当否に及ぶ検定は憲法21条2項が禁止する「検閲」に当たると同時に、教育基本法10条（教育への不当な支配の禁止）にも違反するとし、処分取消請求を認容した。家永の主張をほぼ全面的に認めた画期的勝訴となった。
- 第二審〈昭和45年（行コ）第53号〉
  - 1970年7月24日被告控訴、1975年12月20日判決、東京高裁
  - 判決（畔上判決）は、検定判断が行政としての一貫性を欠くという理由で、国の控訴を棄却。家永の勝訴となった。
- 上告審〈昭和51年（行ツ）第24号〉
  - 1975年12月30日被告上告、1982年4月8日判決、最高裁
  - 判決（中村判決）は、処分当時の学習指導要領がすでに改訂されているから、原告に処分取消を請求する訴えの利益があるか否かが問題になるとして、破棄差戻し判決を下した。
- 差戻審〈昭和57年（行コ）第38号〉
  - 1989年6月27日判決、東京高裁
  - 判決（丹野判決）は、学習指導要領の改訂により、原告は処分取消を請求する利益を失ったとして、第一審判決を破棄、訴えを却下した。

### 第三次訴訟
1982年の検定を不服として家永が起こした国家賠償請求訴訟。
- 第一審〈昭和59年（ワ）第348号〉
  - 1984年1月19日提訴、1989年10月3日判決、東京地裁
  - 判決（加藤判決）は、検定制度自体は合憲としながらも検定における裁量権の逸脱を一部認め、草莽隊の記述に関する検定を違法とし、国側に10万円の賠償を命令した。
- 第二審〈平成元年（ネ）第3428号・平成2年（ネ）第2633号〉
  - 1989年10月13日原告控訴、1993年10月20日判決、東京高裁
  - 原告側証人として、芦部信喜 （東京大学名誉教授・学習院大学教授）が1992年4月10日に出廷した[4]。
  - 判決（川上判決）は、検定制度自体は合憲としながらも検定における裁量権の逸脱を一部認め、草莽隊に加え南京大虐殺、「軍の婦女暴行」の記述に関する検定も違法とし、国側に30万円の賠償を命令した。
- 上告審〈平成6年（オ）第1119号〉
  - 1993年10月25日原告上告、1997年8月29日判決、最高裁第三小法廷
  - 判決（大野正男裁判長）は、検定制度自体は合憲としながらも検定における裁量権の逸脱を7件中4件認め、草莽隊による年貢半減の公約、南京大虐殺、中国戦線における日本軍の残虐行為、旧満州731部隊の記述に関する検定を違法とし、国側に40万円の賠償を命令した（原告の訴えの中で却下された検定は、「日清戦争時の朝鮮人民の反日抵抗」「南京戦での日本軍の中国人婦女暴行」「沖縄戦」である）。

## 沖縄戦に関して
家永教科書裁判では第三次訴訟で沖縄戦での住民犠牲について争われた。争点は、集団自決を記述せよとの文部省の検定意見は適当か、集団自決と住民殺害（いわゆる住民虐殺）はどちらが多いか、集団自決の様相はどんなものだったか、などであった。法廷では双方が証人を立てて沖縄戦での住民犠牲の有様を陳述した。
第一審では原告側が大田昌秀（琉球大学教授）、金城重明（沖縄キリスト教短期大学教授）、安仁屋政昭（沖縄国際大学教授）、山川宗秀（沖縄県立普天間高等学校教諭）が立ち、被告（国）側は曽野綾子（作家）、一富襄（元防衛庁戦史教官）が立った。
第二審では、原告側が石原昌家（沖縄国際大学教授）、被告側が波多野澄雄（筑波大学教授）が立った。
大田は、沖縄戦の特徴が住民殺害と「集団自決」などの住民犠牲にあることを述べた。金城は自身の「集団自決」の体験を証言し、それが自発的な意志ではなく日本軍に追い込まれたものであることを述べた。安仁屋は、自らの20年以上もの長い住民への証言聴取経験を背景に、住民虐殺も「集団自決」も同じく日本軍に責任があり、軍総指揮官にその意図（命令）があったこと、直接的な軍命がなくても、軍が作り出した状況自体が決定的だとした。また、「赤松嘉次が、集団自決を命令した、命令しなかったという事件よりも、住民処刑のほうがもっと問題だ」と述べた。山川は沖縄戦の学習状況を説明し、検定意見では間違った内容が生徒に伝わるとの意見を述べた。曽野は、渡嘉敷島での自分の取材経緯を説明し、「集団自決」の時に軍からの命令があったという証言はなかったと述べた。一富は住民は自らの意志で軍に協力し、また自決したと確信していると述べた。石原は、その長い証言取材経験から住民犠牲の態様を三十ほどに分類し、住民虐殺も「集団自決」もともに日本軍に原因があり、追い込まれたものと説明した。波多野は住民虐殺と「集団自決」は違う分類としたが、ともに日本軍に強いられたものという説明を行った。
曽野は第一審で証人として立ち多くの質問に答えている。それによれば、渡嘉敷島には10日間程度1人で滞在して取材した、当時兵事主任であり軍命を受けたと証言している富山真順について、「彼がそれだけのことを知っているのならば飛びついて、すぐに取材をしていたはずだが、村の誰もそのようなことは言わなかった」とし、富山自身は曽野に会ったと証言したが、曽野は富山には取材はしていないと証言した。住民の多くの証言が収録されている『沖縄県史・第10巻』は読んでいない、自著で批判した『鉄の暴風』の執筆者太田良博から批判があり『沖縄タイムス』上で論争をしたこと、自著の「ある神話の背景」では「集団自決」の強制となる証拠は見当たらなかったという事を書いたつもりだ、と述べた。 
判決は第一審から第三審まで検定意見は適法とし、国が勝訴した。その前の事実認定としては住民殺害より集団自決の方が数が多いとは必ずしも言えない、集団自決については「学会の状況にもとづいて判断すると、本件検定当時における沖縄戦に関する学会の状況は（中略）日本軍の命令によりあるいは追いつめられた戦況の中で集団自決に追いやられたものがそれぞれ多数にのぼることは概ね異論のないところであり」とし、集団自決の原因については、「集団的狂気、極端な皇民化教育、日本軍の存在とその誘導、守備隊の隊長命令、鬼畜米英への恐怖心、軍の住民に対する防諜対策、沖縄の共同体の在り方など様々な要因が指摘され、戦闘員の煩累を絶つための崇高な犠牲的精神によるものと美化するのは当たらないとするのが一般的」とした（第三次訴訟・高裁判決文）。

## 関連文献
- 大田堯・尾山宏・永原慶二 編 編『家永三郎の残したもの 引き継ぐもの』日本評論社、2003年12月。ISBN 4-535-58382-X。
- 家永三郎『教科書裁判』日本評論社、1981年。
- 家永教科書訴訟弁護団 編 編『家永教科書裁判　32年にわたる弁護団活動の総括』日本評論社、1998年11月。ISBN 4-535-51157-8。
- 秦郁彦『現代史の虚実　沖縄大江裁判・靖国・慰安婦・南京・フェミニズム』文藝春秋、2008年5月。ISBN 978-4-16-370270-4。